# Angela Wiedl
Angela Wiedl (ur. 16 marca 1967 w Monachium) – niemiecka piosenkarka szlagierowa.
Jedna z najpopularniejszych wykonawczyń muzyki ludowej i szlagierowej. Nagradzana wieloma nagrodami, takimi jak m.in.: 1. miejsce w konkursie „Mei Madl wird a Plattenstar“ gazety Tz, Goldenes Mikrofon, Edelweiß, dwukrotnie Goldene Stimmgabel, złoty i srebrny Hermann-Löns-Medaille, 1. i 2. miejsce na ZDF-Hitparade, Nagroda Echo w kategorii Artysta solowy, Goldene Schallplatte, 1. miejsce w konkursie bawarskiej telewizji Ein Lied für München.

## Wczesne życie
Angela Wiedl pochodzi z rodziny muzycznej. Jej rodzice, Wilhelm (ur. 26 października 1940, zm. 23 stycznia 2017) i Irmengard byli znanymi śpiewakami stylu jodłowania. Ma dwóch braci: Richarda (ur. 10 marca 1964), który jest śpiewakiem operowym i tenorem i Willy'ego, który również jest piosenkarzem.

## Kariera
Angela Wiedl występy na scenie rozpoczęła w 1979 roku, w wieku 12 lat z zespołem Original Chiemgau Buam. Po ukończeniu edukacji była asystentką urzędnika podatkowego. Od 1981 roku śpiewała w zespole Tegernsee Alpine Quintet, z którym wydała siedem albumów.
W 1991 roku wydała swój pierwszy album solowy. W 1992 roku wystąpiła na Grand Prix Muzyki Ludowej 1992 w Zurychu (2. miejsce w eliminacjach), na którym wykonała utwór pt. Doch des Herzklopfen, des verdank i dir, dzięki czemu zajęła 12. miejsce oraz zdobyła popularność w Niemczech. W tym samym roku wydała singel pt. Mama Theresa, w którym śpiewała o Matce Teresie, laureatce Pokojowej Nagrody Nobla z 1979 roku (1. miejsce na ZDF-Hitparade). Na Grand Prix Muzyki Ludowej 1995 w Wiedniu z utworem pt. Wo sind die Zigeuner geblieben zajęła 10. miejsce (3. miejsce w eliminacjach), a na Grand Prix Muzyki Ludowej 1998 w Wiedniu z utworem pt. Wer die Heimat liebt zajęła 14. miejsce. W 1996 roku wraz z grającą na fletniej panie Dalilą Cernatescu w krajowych eliminacjach do Konkursu Piosenki Eurowizji 1996 w Oslo wykonała utwór pt. Echos (kompozytorem utworu jest Ralph Siegel), co im dało 3. miejsce w konkursie, natomiast eliminacje wygrał Leon z utworem pt. Planet of Blue, z którym na Konkursie Piosenki Eurowizji 1996 w Oslo zajął 24. miejsce, a na ZDF-Hitparade zajęła 2. miejsce za utwór pt. Erhalte was Gott uns geschenkt. Jest częstym gościem na popularnych imprezach telewizyjnych i radiowych. Kilkakrotnie była zwycięzcą Superhitparade der Volksmusik. W 2006 roku wydała albumy pt. Ich glaube an Gott i Salve Regina.
W 2008 roku ukazał się album kompilacyjny pt. Herzlich Willkommen - Best Of, zawierający jej najpopularniejsze utwory, natomiast 30 maja 2008 roku wydała album pt. Der Engel an deiner Seite. Wkrótce Wiedl napisała:

12 nowych piosenek, które na pewno ucieszą wasze serca, bo to piosenki, które opowiadają historie, a może i pokazują zupełnie nową stronę mnie.

11 lipca 2008 roku Wiedl wystąpiła w bawarskiej telewizji w konkursie Ein Lied für München, w którym zajęła 1. miejsce z utworem pt. München.

## Dyskografia

### Solowa
| Rok  | Tytuł                                                                                  | Pozycje na listach sprzedaży | Pozycje na listach sprzedaży | Wydawnictwo     |
| Rok  | Tytuł                                                                                  | DE                           | AT                           | Wydawnictwo     |
| ---- | -------------------------------------------------------------------------------------- | ---------------------------- | ---------------------------- | --------------- |
| 1991 | Santa Maria della Montagna                                                             | —                            | —                            | Sony Music      |
| 1992 | Herzklopfen                                                                            | —                            | —                            | Jupiter Records |
| 1993 | Fröhliche Weihnacht (wraz z zespołem Die Nymphenburger Sternsinger)                    | 63                           | —                            | Jupiter Records |
| 1994 | Servus Mama                                                                            | —                            | 33                           | Jupiter Records |
| 1995 | Vergelt’s Gott                                                                         | —                            | —                            | Jupiter Records |
| 1996 | Manchmal hilft nur noch beten …                                                        | —                            | —                            | Jupiter Records |
| 1997 | Von Hirten, Leutln & Krumperhax Martinsbua (wraz z Wilhelmem Wiedlem i Willym Wiedlem) | —                            | —                            | Sony Music      |
| 1998 | Lieder für die Leute                                                                   | —                            | —                            | Jupiter Records |
| 1999 | Lieder für die Leute – Second Edition                                                  | —                            | —                            | Jupiter Records |
| 2001 | Abschied von gestern                                                                   | —                            | —                            | Jupiter Records |
| 2004 | Wenn’s der Herrgott so will                                                            | —                            | —                            | Jupiter Records |
| 2006 | Ich glaube an Gott                                                                     | —                            | —                            | Jupiter Records |
| 2006 | Salve Regina                                                                           | —                            | —                            | Sony Music      |
| 2007 | Ich glaube an Gott – Special Edition                                                   | —                            | —                            | Sony Music      |
| 2008 | Der Engel an deiner Seite                                                              | —                            | —                            | Jupiter Records |
| 2010 | A bisserl Herzklopfen                                                                  | —                            | —                            | Jupiter Records |
| 2011 | Weihnachten ist das Fest der Liebe                                                     | —                            | —                            | Jupiter Records |
| 2015 | So nimm denn meine Hände                                                               | —                            | —                            | Sony Music      |
| 2020 | Herzperlen                                                                             | —                            | —                            | Sony Music      |

| Rok  | Tytuł                                          | Pozycje na listach sprzedaży | Pozycje na listach sprzedaży | Wydawnictwo     |
| Rok  | Tytuł                                          | DE                           | AT                           | Wydawnictwo     |
| ---- | ---------------------------------------------- | ---------------------------- | ---------------------------- | --------------- |
| 1993 | Meine schönsten Lieder                         | —                            | —                            | Jupiter Records |
| 1997 | Meine allerschönsten Lieder                    | —                            | —                            | Jupiter Records |
| 1999 | So a Tag                                       | —                            | —                            | Ariola Express  |
| 1999 | Golden Stars - The Best of Angela Wiedl        | —                            | —                            | Marcato Records |
| 2000 | Nur das Beste                                  | —                            | —                            | Sony Music      |
| 2000 | Weihnachten mit der Familie                    | —                            | —                            | Ariola Express  |
| 2006 | Ich denk an dich                               | —                            | —                            | Ariola Express  |
| 2007 | Die großen Erfolge                             | —                            | —                            | Sony Music      |
| 2008 | Herzlich Willkommen - Best Of                  | —                            | —                            | Sony Music      |
| 2013 | Sinfonie der Berge - Edelsteine der Volksmusik | —                            | —                            | Jupiter Records |
| 2017 | Mein Leben, meine Lieder - Das Beste           | —                            | —                            | Sony Music      |
| 2017 | Santa Maria della Montagna                     | —                            | —                            | Jupiter Records |

#### Single
| Rok  | Tytuł                                                     | Album                                 |
| ---- | --------------------------------------------------------- | ------------------------------------- |
| 1990 | „Schenk mir Blumen jeden Tag”                             | Schenk mir Blumen jeden Tag           |
| 1991 | „La storia della montagna”                                | Santa Maria della Montagna            |
| 1991 | „Santa Maria della Montagna”                              | Santa Maria della Montagna            |
| 1991 | „Monte Bianco”                                            | Santa Maria della Montagna            |
| 1992 | „Doch des Herzklopfen … des verdank i dir”                | Herzklopfen                           |
| 1992 | „Mama Theresa”                                            | Herzklopfen                           |
| 1992 | „Wenn der Berg dich ruft”                                 | Herzklopfen                           |
| 1993 | „Sonntag”                                                 | Herzklopfen                           |
| 1993 | „So a Tag”                                                | —                                     |
| 1994 | „Wir sind hier zu Hause”                                  | Servus Mama                           |
| 1994 | „Servus Mama”                                             | Servus Mama                           |
| 1995 | „Wo sind die Zigeuner geblieben”                          | Vergelt’s Gott                        |
| 1995 | „Das Lied vom Regenwald”                                  | Vergelt’s Gott                        |
| 1995 | „Aber heiraten däd i nur di”                              | Vergelt’s Gott                        |
| 1996 | „Echos”                                                   | Manchmal hilft nur noch beten …       |
| 1996 | „Erhalte was Gott uns geschenkt”                          | Manchmal hilft nur noch beten …       |
| 1996 | „Nur irgendwohin”                                         | Manchmal hilft nur noch beten …       |
| 1997 | „Wie viel Sterne hat die Nacht”                           | —                                     |
| 1997 | „Gott ist überall”                                        | Lieder für die Leute                  |
| 1998 | „Weißt du eigentlich wie lieb ich dich hab”               | Lieder für die Leute                  |
| 1998 | „Leo”                                                     | Lieder für die Leute                  |
| 1998 | „Aber du hast mi lieb”                                    | Lieder für die Leute                  |
| 1998 | „Mamma Erde”                                              | Lieder für die Leute                  |
| 1999 | „Ein Lied für die Leute” (Remix’99)                       | Lieder für die Leute – Second Edition |
| 2000 | „Du bist da (Angelina)”                                   | Abschied von gestern                  |
| 2001 | „Was weiß ein Mann schon von einer Frau”                  | Abschied von gestern                  |
| 2001 | „Du bist Frieden”                                         | Abschied von gestern                  |
| 2002 | „Ich leb nach Gefühl”                                     | Abschied von gestern                  |
| 2002 | „Wenn du kommst”                                          | Abschied von gestern                  |
| 2003 | „Ballerina”                                               | Abschied von gestern                  |
| 2004 | „Das Herz einer Mutter”                                   | Wenn’s der Herrgott so will           |
| 2008 | „Der Engel an deiner Seite”                               | Der Engel an deiner Seite             |
| 2008 | „Meine kleine Freiheit”                                   | Der Engel an deiner Seite             |
| 2010 | „A bisserl Herzklopfen”                                   | A bisserl Herzklopfen                 |
| 2010 | „Der liebe Gott der macht das schon”                      | —                                     |
| 2011 | „Weihnachten ist das Fest der Liebe”                      | Weihnachten ist das Fest der Liebe    |
| 2013 | „Manchmal möcht' ich gern ein Vogel sein (Flieg mit mir)” | A bisserl Herzklopfen                 |

### Tegernseer Alpenquintett
| Rok  | Tytuł                             | Pozycje na listach sprzedaży | Pozycje na listach sprzedaży | Wydawnictwo        |
| Rok  | Tytuł                             | DE                           | AT                           | Wydawnictwo        |
| ---- | --------------------------------- | ---------------------------- | ---------------------------- | ------------------ |
| 1981 | 20 Jahre Tegernseer Alpenquintett | —                            | —                            | Koch International |
| 1983 | Goldene Volksmusik für alle       | —                            | —                            | Koch International |
| 1985 | Fang den Frohsinn ein             | —                            | —                            | Koch International |
| 1985 | Heut gibt’s an Gaudi              | —                            | —                            | Koch International |
| 1987 | Freu Dich am Leben                | —                            | —                            | Koch International |
| 1989 | Bei uns in Oberbayern             | —                            | —                            | Import Records     |
| 1990 | Drum woll’n wir heute feiern      | —                            | —                            | Koch International |
| 1990 | Schenk mir Blumen jeden Tag       | —                            | —                            | Koch International |

## Nagrody
- 1991: 1. miejsce w konkursie „Mei Madl wird a Plattenstar“ gazety Tz
- 1992: 2. miejsce w eliminacjach do Grand Prix Muzyki Ludowej 1992 za utwór pt. Doch des Herzklopfen, des verdank i dir (16 maja 1992)
- 1993: Goldenes Mikrofon (14 lipca 1993)
- 1993: Edelweiß (31 października 1993)
- 1993: Goldene Stimmgabel
- 1993: Hermann-Löns-Medaille (złoty)
- 1994: 1. miejsce na ZDF-Hitparade za utwór pt. Mama Theresa
- 1994: Goldene Stimmgabel
- 1994: Hermann-Löns-Medaille (srebrny)
- 1994: Nagroda Echo w kategorii Artysta solowy
- 1995: 2. miejsce w eliminacjach do Grand Prix Muzyki Ludowej 1995 za utwór pt. Wo sind die Zigeuner geblieben (25 maja 1995)
- 1996: 3. miejsce w eliminacjach do Konkursu Piosenki Eurowizji 1996 za utwór pt. Echos
- 1996: 2. miejsce na ZDF-Hitparade za utwór pt. Erhalte was Gott uns geschenkt
- 1996: Goldene Schallplatte za album pt. Meine schönsten Lieder
- 1999: Wybory stulecia przez czytelników gazety Tz
- 2007: 3. miejsce w eliminacjach do Grand Prix Muzyki Ludowej 2007 za utwór pt. Das Lied der Heimat (17 maja 2007)
- 2008: 1. miejsce w konkursie bawarskiej telewizji Ein Lied für München za utwór pt. München

## Życie prywatne
Angela Wiedl w latach 1995–2007 była żoną Waltera Schmidta, z którym miała córkę Angelinę Marię (ur. 27 marca 2000, zm. 13 czerwca 2005), która od 3. roku życia cierpiała na ostre rozsiane zapalenie mózgu i rdzenia (ADEM) – rzadką chorobę układu nerwowego. Zmarła na zator mózgu.
18 września 2011 roku wyszła za mąż za Uwe Erhardta (członka zespołu Die Schäfer), z którym ma córkę Ginę Marię (ur. 22 czerwca 2012).